# Odiellus levantinus
Espèce
Odiellus levantinus est une espèce d'opilions eupnois de la famille des Phalangiidae.

## Répartition
Cette espèce est endémique de la Communauté valencienne en Espagne. Elle se rencontre dans la province d'Alicante dans les environs de Confrides, d'Agres et d'Alcoy.

## Description
Le mâle holotype mesure 7,25 mm, les mâles mesurent de 6,4 à 7,4 mm.

## Systématique et taxinomie
Cette espèce a été décrite par Prieto, Merino-Sáinz et Hernández-Corral en 2024.

## Étymologie
Son nom d'espèce lui a été donné en référence au lieu de sa découverte, le Levant espagnol.

## Publication originale
- Prieto, Merino-Sáinz, Ortuno, García-Teba & Hernández-Corral, 2024 : « Catálogo de los Opiliones de la Provincia de Alicante, con la descripción de cuatro especies nuevas. » Revista Ibérica de Aracnología, no 45, p. 93–111.